# Кідув
Кідув (пол. Kidów) — село в Польщі, у гміні Пілиця Заверцянського повіту Сілезького воєводства.
Населення — 243 особи (2011).
У 1975-1998 роках село належало до Катовицького воєводства.

## Демографія
Демографічна структура станом на 31 березня 2011 року:
|          | Загалом | Допрацездатний вік | Працездатний вік | Постпрацездатний вік |
| -------- | ------- | ------------------ | ---------------- | -------------------- |
| Чоловіки | 124     | 23                 | 77               | 24                   |
| Жінки    | 119     | 24                 | 57               | 38                   |
| Разом    | 243     | 47                 | 134              | 62                   |